# Maria Ehrich
Maria Ehrich (* 26. února 1993, Erfurt, Durynsko, Německo) je německá herečka. Stala se známou především díky trilogii filmů Rudá jako rubín, která je inspirována knižní sérií od Kerstin Gier, kde hrála postavu Gwendolyn Shepardové.

## Soukromý život
V roce 2018 se zasnoubila s filmovým producentem Manuelem Veringem. Po pár letech se 3. června 2021 vzali. Dne 20. července 2022 se jim narodila dcera.

## Filmografie
| Rok  | Název                                              | Role                                    | Poznámky            |
| ---- | -------------------------------------------------- | --------------------------------------- | ------------------- |
| 2003 | Holíci                                             | Alica (1 epizoda)                       | TV seriál           |
| 2004 | Můj bratr je pes                                   | Marietta - hlavní role                  | [ 5 ]               |
| 2005 | Máma na zkoušku                                    | Anna Berger - hlavní role               | TV film             |
| 2006 | Drážďany                                           | dítě stínové hry v bunkru               | TV film             |
| 2006 | Inga Lindström                                     | Gitta Rondahl (1 epizoda)               | TV seriál           |
| 2006 | Hotel snů                                          | Sabine Prinz (1 epizoda)                | TV seriál           |
| 2007 | Prasátko Rudy                                      | Marie                                   | [ 10 ]              |
| 2007 | Hranice zoufalství                                 | Silvia "Veilchen" Bender                | TV film             |
| 2008 | Inga Lindström                                     | Kaja Sörenson (1 epizoda)               | TV seriál           |
| 2008 | Moje úžasná rodina                                 | Tanja (2 epizody)                       | TV seriál           |
| 2008 | Moje úžasná rodina: Jednou k Baltskému moři a zpět | Tanja                                   | TV film             |
| 2008 | Moje úžasná rodina: Druhá šance                    | Tanja                                   | TV film             |
| 2008 | Ein Ferienhaus auf Ibiza                           | Lucy                                    | TV film             |
| 2009 | Ein Date fürs Leben                                | Paula Schubert                          | TV film             |
| 2010 | Danni Lowinski                                     | Jule Gallwitz (1 epizoda)               | TV seriál           |
| 2010 | Studentka ro(c)ku                                  | Francesca - hlavní role                 | [ 19 ]              |
| 2011 | Kriminálka Stuttgart                               | Helen Martino (1 epizoda)               | TV seriál           |
| 2011 | Deník doktorky                                     | Peggy (3 epizody)                       | TV seriál           |
| 2011 | Ausgerechnet Sex!                                  | Viola Hausmann                          | TV film             |
| 2012 | Für Elise                                          | Anke                                    | [ 23 ]              |
| 2012 | Stolberg                                           | Selina (1 epizoda)                      | TV seriál           |
| 2012 | Alles Klara                                        | pokojská (1 epizoda)                    | TV seriál           |
| 2013 | Rudá jako rubín                                    | Gwendolyn "Gwen" Shepherd - hlavní role | [ 26 ]              |
| 2013 | Malá mořská víla                                   | princezna Anneline                      | TV film             |
| 2013 | Volejte policii 110                                | Yvonne Lukas (1 epizoda)                | TV seriál           |
| 2013 | Správná dvojka                                     | Sabrina Seifert (1 epizoda)             | TV seriál           |
| 2013 | Hotel Adlon                                        | mladá Alma Schadt (1 epizoda)           | TV minisérie        |
| 2014 | Železná pěst                                       | Maria                                   | TV film             |
| 2014 | Modrá jako safír                                   | Gwendolyn "Gwen" Shepherd - hlavní role | [ 32 ]              |
| 2014 | Sie heißt jetzt Lotte                              | Leah                                    | krátkometrážní film |
| 2015 | Dämmerung über Burma                               | Inge - hlavní role                      | TV film             |
| 2016 | Zelená jako smaragd                                | Gwendolyn "Gwen" Shepherd - hlavní role | [ 35 ]              |
| 2016 | Tančírna na hlavní třídě '56                       | Helga Schöllack - hlavní role           | TV minisérie        |
| 2016 | Die Glasbläserin                                   | Marie Steinmann - hlavní role           | TV film             |
| 2018 | Zmatkářky                                          | Lou "Louisa" Schneider (1 epizoda)      | TV seriál           |
| 2018 | Tančírna na hlavní třídě '59                       | Helga von Boost - hlavní role           | TV minisérie        |
| 2019 | Leaving The Frame – Eine Weltreise ohne Drehbuch   | sama sebe                               | dokument            |
| 2020 | Altes Land                                         | Vera Eckhoff (2 epizody)                | TV minisérie        |
| 2021 | Tančírna na hlavní třídě '63                       | Helga von Boost - hlavní role           | TV minisérie        |
| 2021 | Rozlučka                                           | Eva                                     | [ 43 ]              |
| 2022 | Die Pflegionärin                                   | Silke Hammerstädt (1 epizoda)           | TV minisérie        |
| 2023 | Ostfriesenmoor                                     | Frauke Thanner                          | TV film             |
| 2024 | Stille Nacht, raue Nacht                           | Liane Völker - hlavní role              | TV film             |
| 2024 | Fakjů princezny                                    | princezna Amalia                        | [ 47 ]              |

## Nominace a ocenění
| Rok  | Cena                      | Kategorie                        | Dílo             | Výsledek   | Ref.   |
| ---- | ------------------------- | -------------------------------- | ---------------- | ---------- | ------ |
| 2005 | Undine Awards, Rakousko   | Nejlepší ženský debut - film     | Můj bratr je pes | nominována | [ 48 ] |
| 2013 | New Faces Awards, Německo | Herečka                          | Hotel Adlon      | vítězka    | [ 48 ] |
| 2015 | Golden Camera, Německo    | Cena Lilli Palmer pamětní kamery | Modrá jako safír | vítězka    | [ 48 ] |
| 2015 | Jupiter Award             | Nejlepší německá herečka         | Modrá jako safír | vítězka    | [ 48 ] |